# 麻薬密輸用潜水艇

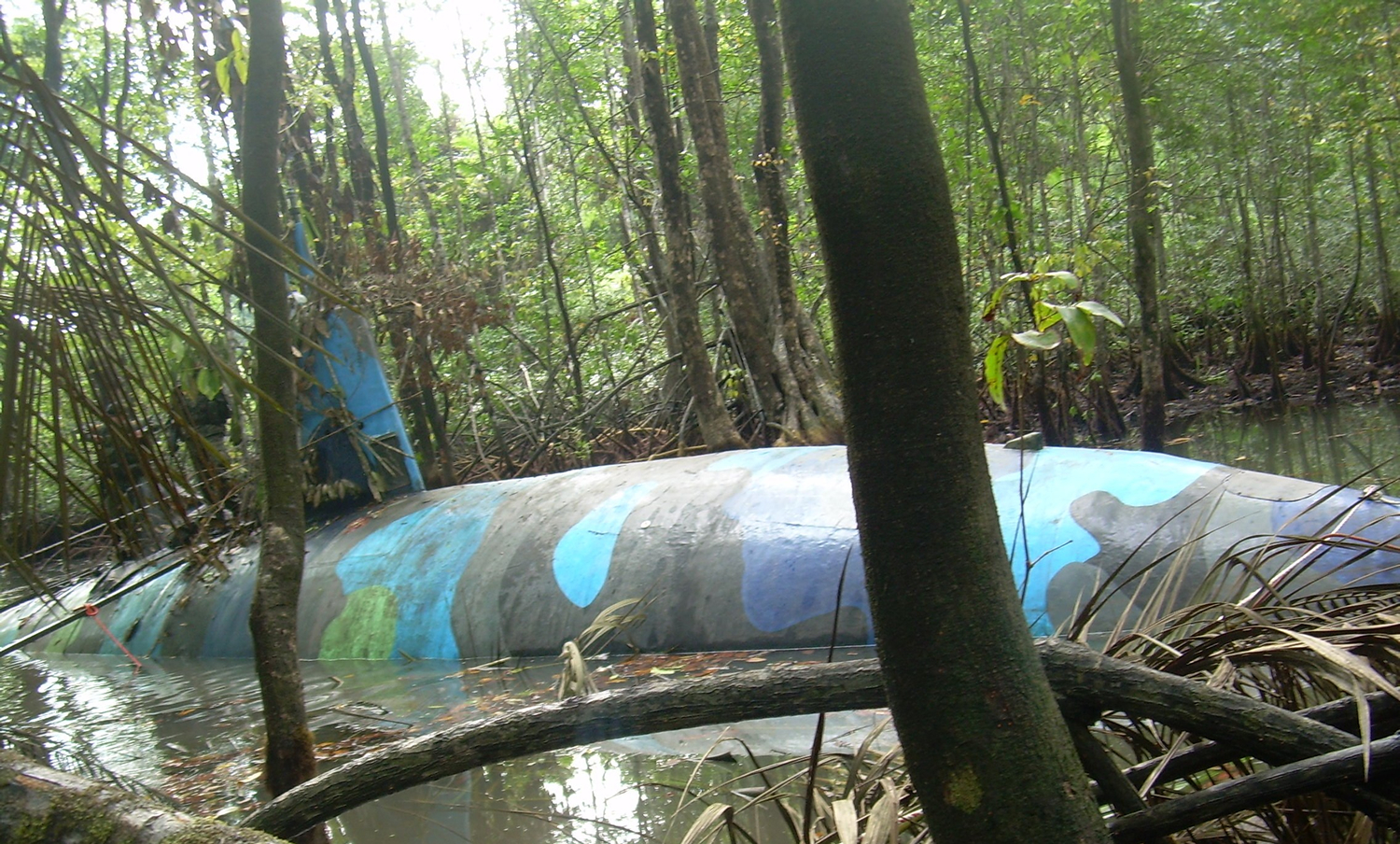
エクアドルで押収された麻薬密輸用潜水艇（2010年）

麻薬密輸用潜水艇（まやくみつゆようせんすいてい、英: narco-submarine、drug sub、Bigfoot submarine）は、南アメリカの麻薬カルテルが麻薬の密輸を行うために製造した自走式の潜水艇。特にコロンビアの麻薬カルテルがコカインをメキシコやアメリカ合衆国に密輸するために使用したものが著名である。「ナルコサブ（narco-sub）」とも呼ばれる。

## 概要

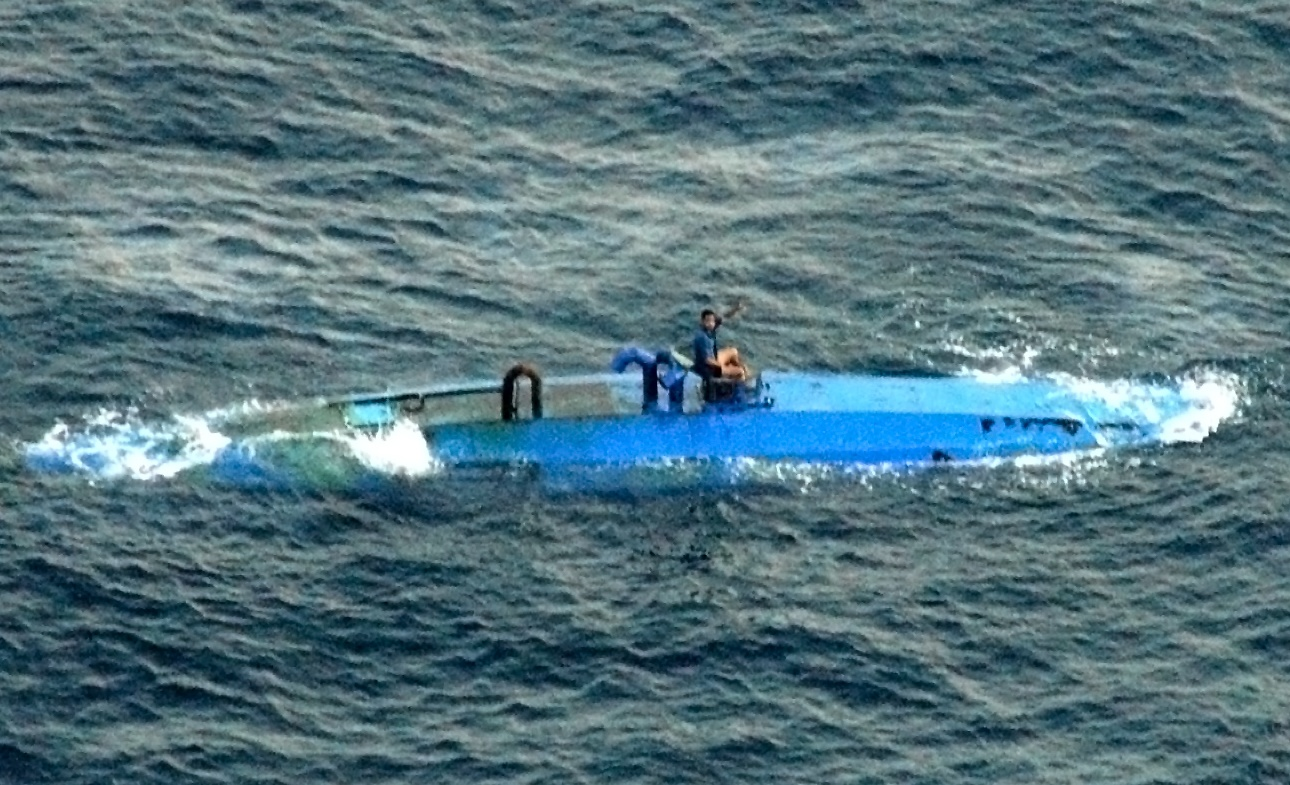
航行中の麻薬密輸用潜水艇（2007年）

1980年代に入り麻薬カルテルは飛行機や高速艇を使用して麻薬の密輸を行っていたが、治安当局のレーダーの進化により捕捉されることが増えたため、1990年代に入ると麻薬カルテルはレーダーに捕捉されにくい半潜水式船舶の開発に着手し始めた。コロンビアの治安当局は、麻薬カルテルが違法薬物を生成している森林地帯から数千キロメートルにも及ぶマングローブが生い茂る無数の河川を経由してコロンビア国外に違法薬物を運び出していると推測している。
1988年にはアメリカ合衆国フロリダ州のボカラトンにおいて、ボートでけん引され遠隔操作が可能な潜水艇が発見された。内部は空だったが、アメリカの治安当局は麻薬を密輸するための潜水艇であると考えた。
2006年にはコスタリカの南西145キロメートルの海上で数トンものコカインを積んだ潜水艇が初めてアメリカ沿岸警備隊により摘発された（噂には上るが誰も実物を見たことがなかったため、治安当局はこの種の潜水艇を「ビッグフット（雪男）」と呼んでいた）。
この年以降密輸用潜水艇が海上で発見されるようになり、2008年には月平均で10隻もの潜水艇が発見されたが、麻薬組織は潜水艇を治安当局に発見され次第積み荷もろともすぐさま自沈させて証拠隠滅を図ったため、潜水艇本体の捕捉及び乗組員の摘発は容易ではなかった。
そのためアメリカ議会は2008年10月に船籍不明の船舶の国際水域での航行及び逃走を図る行為を取り締まる法律(Drug Trafficking Vessel Interdiction Act of 2008)を制定し、乗組員に最大で20年の懲役を課すことが出来るようにした。
またコロンビア議会は2009年6月に潜水艇の構築を行った者に最長で12年、潜水艇を用いて違法薬物の密輸を行った者に最長で14年の懲役を課すことが出来る法律を制定した。
2009年にアメリカの治安当局は、年間330トンのコカインが麻薬密輸用潜水艇によって運搬され、1隻当たりの製作費用は最大で200万USドル、製作期間は1年間にもなると推測しているが、1回の航海で末端価格にして数億ドルもの不法取引が可能な潜水艇も出現するようになった。
証拠隠滅のため取引成功後に潜水艇は放棄されることが多いが、一方で長期間の使用を想定したと考えられる亜鉛めっきを用いた金属の腐食防止処置が施され、衛星測位システムを装備した潜水艇も発見されており、麻薬を密輸した見返りにメキシコのシナロア・カルテルが調達した銃火器がコロンビア国内に不法に持ち込まれている可能性も指摘されている。
アメリカ軍南部統合機動部隊による麻薬密輸用潜水艇の概要は以下のとおりである。
- 外装：木材、ファイバーグラス、鋼鉄
- 全長：12メートルから24メートル
- 乾舷：50センチメートル
- エンジン:ディーゼルエンジン1もしくは2基
- 燃料タンクの容積: 5.6立方メートル
- 航行距離:3,200キロメートル
- 航行速度:時速11キロメートル
- 人員:4名
- 積載可能量：4トンから12トン
- 操縦方法:手動もしくは遠隔操作

## 潜水艇から潜水艦へ
ほとんどの麻薬密輸用潜水艇は、実質的に完全に潜航することは不可能な半潜水艇であり、あくまでも海面すれすれを航行してレーダーやソナーに捕捉されることを回避していた。しかし、2000年代に入ると、麻薬カルテルは潜航が可能な潜水艦の開発に着手し始め、2010年代には遂に潜航可能な潜水艦がコロンビアやエクアドルで発見されるようになる。
この技術革新はコロンビア革命軍（FARC）やロシアのエージェントが関与していると推測されている（麻薬カルテルが違法薬物を栽培している森林地帯や輸送ルートである河川はFARCの支配地域と重複していた）。
アメリカ合衆国国土安全保障省は2012年8月に発表したレポートにおいて、麻薬カルテルが作成した潜水艇等が世界各国のテロ組織の手に渡ることを危惧している。